# Meldal

Wappen der Kommune Meldal

Meldal ist ein Ort und eine ehemalige Kommune (Gemeinde) im mittelnorwegischen Trøndelag. Im Zuge der Kommunalreform in Norwegen wurden Meldal, Agdenes, Orkdal und der Hauptteil von Snillfjord zum 1. Januar 2020 zur neuen Kommune Orkland zusammengelegt.
Die Gemeinde umfasste den mittleren Teil des Orkdalen, also des Tales des Flusses Orkla, und einige Seitentäler. Auf einer Fläche von 633 km² lebten 3905 Einwohner (Stand: 1. Januar 2019). Die Kommunennummer war 5023. Verwaltungssitz war der namensgebende Ort Meldal; weitere Siedlungen waren Løkken Verk, Storås und Å. Å teilt sich mit drei weiteren Orten gleichen Namens den Anspruch, den kürzesten Ortsnamen des Landes zu tragen.
In Løkken Verk wurde von 1654 bis 1987 Kupfererz und Pyrit abgebaut. Zum Abtransport zur Küste wurde 1908 die Thamshavnbanen gebaut, die erste elektrische Eisenbahn Norwegens.

## Persönlichkeiten
- Jacob von der Lippe Parelius (1744–1827), langjähriger Pfarrer in Meldal
- Jacob von der Lippe Parelius der Jüngere (1782–1861), dessen Sohn und Nachfolger als Pfarrer in Meldal
- Tycho Castberg (1900–1982), Architekt
- Astrid Krog Halse (1914–2007), Lyrikerin und Lehrerin
- Odd Sagør (1918–1993), Politiker
- Sigurd Ressell (1920–2010), Möbeldesigner
- Stig Berge (* 1942), Orientierungsläufer
- Jan Egil Storholt (* 1949), Eisschnellläufer